# Trigonoptila
Krananda là một chi bướm đêm thuộc họ Geometridae.